# Q-pop
Q-pop o Qazaq pop è un genere musicale originario del Kazakistan. È una forma moderna di musica popolare kazaka cantata in kazako, che incorpora elementi di musica pop occidentale, hip-hop kazako, EDM, R&B e Toi-pop, con forti influenze dal K-pop della Corea del Sud. Il genere è emerso per la prima volta nel 2015, quando ha debuttato il primo gruppo Q-pop, Ninety One. Da allora il genere ha conosciuto una crescente popolarità tra i giovani kazaki, con la formazione e il debutto di più artisti Q-pop.

## Background
Il Kazakistan ha vissuto l'onda coreana quando i drammi ei film sudcoreani hanno iniziato a entrare nel paese a metà degli anni 2000. Questo fenomeno, assistito dalla crescente accessibilità di Internet, ha suscitato più interessi nella cultura pop sudcoreana tra i Kazaki, che ha contribuito alla divulgazione del genere musicale K-pop in Kazakistan. Il K-pop è considerato un genere attraente, meno restrittivo e unico. L'elevata popolarità del K-pop in Kazakistan ha stimolato la creazione del primo progetto Q-pop nel 2014, quando JUZ Entertainment ha fondato i Ninety One. Dopo il debutto del gruppo nel 2015, sono diventati immediatamente popolari tra i giovani, grazie alla loro musica di alta qualità e all'uso del kazako nelle proprie canzoni.

## Stato attuale
Il Q-pop sta godendo del sostegno sia del governo che del popolo come mezzo per promuovere e diffondere l'uso della lingua kazaka e della scrittura latina tra i giovani. Tuttavia ha anche affrontato critiche e rifiuto da parte dell'elemento tradizionalista della società, specialmente nei confronti dell'aspetto sul palco dei suoi artisti. Dal 2018, c'è un festival annuale di musica q-pop chiamato Q-Fest, che di solito si tiene durante l'autunno ad Almaty.

## Elenco degli artisti Q-pop

### Boy band
- 10iz
- DNA
- ML
- Mad_Men
- Ninety One
- Sevenlight (sciolta)
- Newton (sciolta)
- Alien
- Black Dial (sciolta)
- Divine (sciolta)
- Qarapaiym (sciolta)

### Gruppi femminili
- Crystalz
- Juzim

### Gruppi misti
- Youngsters

### Duetti musicali
- EQ
- The Egiz
- Bope & Roo
- Buira (sciolti)

### Solisti maschi
- ASHAD (ex AJ)
- Arsenaleen
- AZ
- Bala (Ninety One)
- Kyle Ruh (ex ML)
- Ne1tron (DNA)

### Soliste
- ALBA
- Ayree
- C.C.TAY
- Diuoou
- Aroojeanne
- Malika Yes
- Polina Max
- Ziruza

### artisti crossover
Questi artisti cantano anche in altri generi oltre al Q-pop, come l'Hip-Hop, R&B.
- Aidana Medenova
- Ali Oqapov
- Beibit Koshqaliev
- Danelııa Týleshova
- Dimaş Qūdaibergen
- Erke Esmahan
- Kamshat Joldybaeva
- Nurbolat Abdullin
- Qyandyq Rahym

## Elenco delle etichette discografiche Q-pop e delle agenzie di gestione
- C.C.Team Entertainment
- Dara Entertainment
- JUZ Entertainment
- D&D Production
- MM Entertainment
- Lion Pride Entertainment
- Trend Entertainment